# José Salvador de Ricaurte
José Salvador de Ricaurte y León Castellanos (Santafe de Bogotá 1670–1743) fue militar y político neogranadino. 
Fue capitán, tesorero real de la Casa de la moneda de Santa fe de Bogotá, procurador y tres veces alcalde colonial de la ciudad de Santafé de Bogotá durante el Nuevo Reino de Granada en el siglo XVIII.
Fue considerado como uno de los hombres más poderosos de la época en lo político y en lo económico. Sus hijas se casaron con miembros de reconocidas familias de la aristocracia española y criolla.